# 前橋東郵便局
前橋東郵便局（まえばしひがしゆうびんきょく）は群馬県前橋市にある郵便局。民営化前の分類では集配普通郵便局であった。

## 概要
住所：〒379-2199 群馬県前橋市山王町2-40-14

## 沿革
- 1875年（明治8年）
  - 4月14日 - 駒形郵便局（三等局）を開設[1]。
  - 5月 - 駒形（こまがた）郵便局（五等）として開設[2]。
- 1896年（明治29年）5月1日 - 内国郵便為替・郵便貯金取扱を開始[1]。
- 1970年（昭和45年）
  - 4月1日 - 上陽簡易郵便局の廃止に伴い、取扱事務を承継[3]。
  - 4月24日 - 電話交換業務を前橋電報電話局に移管[1]。
- 1971年（昭和46年）4月19日 - 前橋市駒形町から同市下大島町に移転するとともに、前橋東郵便局に改称[1]。
- 1974年（昭和49年）7月15日 - 特定郵便局から普通郵便局に局種別改定[1]。同日、城南郵便局から集配業務を移管。
- 1982年（昭和57年）9月1日 - 和文電報配達業務を前橋電報電話局に移管。
- 1985年（昭和60年）7月16日 - ATM開設[1]。
- 2000年（平成12年）8月14日 - 外国通貨の両替および旅行小切手の売買に関する業務取扱を開始。
- 2007年（平成19年）10月1日 - 民営化に伴い、併設された郵便事業前橋東支店に一部業務を移管。
- 2012年（平成24年）10月1日 - 日本郵便株式会社発足に伴い、郵便事業前橋東支店を前橋東郵便局に統合。

## 取扱内容
- 郵便、印紙、ゆうパック、内容証明
- 貯金、為替、振替、振込、国際送金、国債、投資信託
- 生命保険、バイク自賠責保険、自動車保険、がん保険、引受条件緩和型医療保険
- ゆうちょ銀行ATM
- 「379-21xx」区域（前橋市の一部）の集配業務
- ゆうゆう窓口

## 風景印
- 表記は『前橋東』
- 図案は『赤城山』・『松並木』・名産品の『大島梨』・『桃』
- 使用開始日は1977年（昭和52年）1月21日

## 周辺
- 前橋市立山王小学校
- ガーデン前橋
- 駒形バイパス
- 広瀬川

## アクセス
- JR両毛線 駒形駅から南西へ約1.6km（徒歩約19分）
- 群馬中央バス 東郵便局前停留所、日本中央バス 山王中央病院停留所下車
- 北関東自動車道 駒形ICから北西へ約2km
- 駐車場あり：15台